# Bistum Santa Rosa de Osos
Das Bistum Santa Rosa de Osos (lateinisch Dioecesis Sanctae Rosae de Osos, spanisch Diócesis de Santa Rosa de Osos) ist eine in Kolumbien gelegene römisch-katholische Diözese mit Sitz in Santa Rosa de Osos.

## Geschichte
Das Bistum Santa Rosa de Osos wurde am 5. Februar 1917 von Papst Benedikt XV. aus Gebietsabtretungen des Bistums Santa Fe de Antioquia errichtet und dem Erzbistum Popayán als Suffraganbistum unterstellt.

## Bischöfe von Santa Rosa de Osos

Wappen des Bistums Santa Rosa de Osos

- Maximiliano Crespo Rivera, 1917–1923, dann Erzbischof von Popayán
- Miguel Angel Builes Gómez, 1924–1971
- Joaquín García Ordóñez, 1971–1995
- Jairo Jaramillo Monsalve, 1995–2010
- Jorge Alberto Ossa Soto, 2011–2019, dann Erzbischof von Nueva Pamplona
- Elkin Fernando Álvarez Botero, 2020–2023
- Luis Albeiro Maldonado Monsalve, seit 2025